# Guy Mairesse
Guy Mairesse, född 10 augusti 1910 i La Capelle, Picardie, död 24 april 1954 på Montlhéry, var en fransk racerförare. 

## Racingkarriär
Mairesse började köra grand prix-racing efter andra världskriget. Han körde även sportvagnsracing. Mairesse körde tre formel 1-lopp under de två första säsongerna. Han förolyckades på racerbanan Autodrome de Linas-Montlhéry.

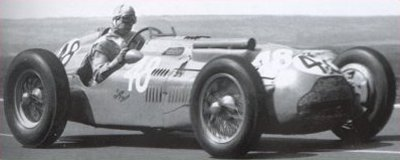
Guy Mairesse i sin Talbot-Lago i.

## F1-karriär
| Säsong | Stall/Tillverkare                  | Poäng | Placering |
| ------ | ---------------------------------- | ----- | --------- |
| 1950   | Guy Mairesse (Talbot-Lago T26C)    | 0     | -         |
| 1951   | Ecurie Belgique (Talbot-Lago T26C) | 0     | -         |